# José de Mazarredo Salazar
José de Mazarredo Salazar Muñatones i Gortázar (Bilbao, 8 de març de 1745 – Madrid, 29 de juliol de 1812) va ser un marí i militar espanyol, tinent general de la Real Armada.
L'almirall José Ignacio González-Aller el considera el millor marí espanyol de la seva època, i amb ell al front de la flota, creu que s'haguessin pogut evitar les derrotes de Sant Vicente i Trafalgar.

## Biografia
Va néixer a Bilbao el 8 de març de 1745. Fill de don Antonio Jose de Mazarredo Morgan Salazar de Muñatones i Rucabado i de donya María Josefa Gortazar i Pérez de Arandia.
L'any 1759, als catorze anys, fou guardiamarina en el departament de Cadis. En aquesta ocupació va embarcar en el chambequín Andalús, al comandament del capità de fragata Francisco de Vera. En aquest vaixell ja es va distingir en la mar, com abans ho havia fet en els estudis, doncs en la nit del dia 13 d'abril de l'any de 1761, va impedir que el vaixell s'estavellés contra les Salines de la Mata, "per les seves encertades disposicions i per la seva fermesa a sostenir-les contra el dictamen d'homes pràctics en la mar, i per la seva gosadia a embarcar-se de nit enmig d'un fort temporal en un petit bot, per recollir la llanxa perduda i provar de salvar el vaixell, va aconseguir almenys treure fora de perill tota la tripulació de tres-cents homes" segons Fernández de Navarrete.
Als dotze anys de serveis, pel bon concepte en què li tenien els seus superiors, va ser nomenat ajudant de la majoria del departament de Cartagena.
L'any de 1772 va passar a la fragata Venus, amb la qual va anar a les Filipines al comandament de Lángara (1772). Traslladat a la Rosalía, va participar en una campanya hidrogràfica a l'Illa de Trinitat i Atlántic Sud (1774).
Va assistir a l'Expedició contra Alger de 1775 i després es va encarregar de la companyia de guardiamarina de Cartagena. Van ser obra seva els plans de navegació, fondejat i desembarcament dels vint mil homes de l'exèrcit, a les ordres del general O’Reilly.
Pels serveis distingits en aquesta campanya, el rei va conferir a Mazarredo el càrrec d'alferes de la companyia de guardiamarinas de Cadis, i en les seves successives ocupacions, de capità de fragata i de capità de navili, la comandància de la nova companyia creada en el departament de Cartagena. En aquest lloc no només va atendre a l'adreça de l'Escola de Guardiamarina, sinó que va prendre part activa en l'ensenyament de la nàutica i la maniobra, escrivint alguns treballs orientats a l'objecte, com la "Col·lecció de Taules per als usos més necessaris de la navegació".
Nomenat Comandant del navili Sant Joan Baptista (1778), va realitzar aixecaments hidrogràfics a la península Ibèrica, contribuint enormement a la creació del "Atles Marítim".
L'any de 1779, sent major general (grau equivalent al d'avui de Cap d'Estat Major) de l'esquadra del general Gastón, va posar en pràctica els "Rudiments de Tàctica Naval" que havia escrit quan era tinent de navili, així com les seves "Instruccions de senyals".

## Guerra de la Independència dels Estats Units

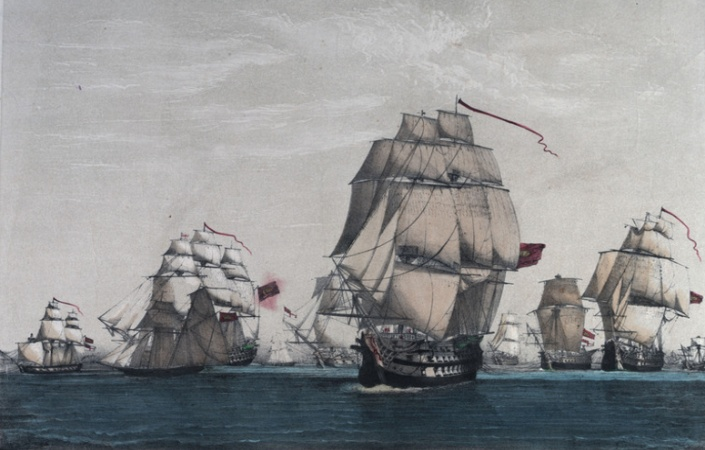
Naus espanyoles remolcant vaixells britànics després de l'acció de 9 agost 1780.

El seu gran èxit el va obtenir principalment l'any 1780 amb l'esquadra de don Luis de Córdova, reforçada amb sis navilis francesos: per una atrevida maniobra, que tots consideraven temerària, es va capturar el dia nou d'agost a l'altura de les illes Açores, un important comboi britànic de cinquanta-tres velers, amb mercaderies i queviures per al seu exèrcit en la lluita contra els independentistes nord-americans. Aquest carregament de 80.000 mosquetes i canons, i més d'un milió de lliures esterlines en or i plata, hagués pernes als anglesos triplicar el nombre del seu exèrcit, passant d'una relació de tropes d'1 a 1 entre independentistes i anglesos a una proporció de 3 a 1 a favor d'Anglaterra, la qual cosa seria un fet decisiu en la guerra.
Tres de les fragates britàniques capturades van servir després en la Real Armada Espanyola amb els noms de Colón, Santa Balbina i Santa Paula; amb el apressament es van fer gairebé 3.000 presoners.
També Mazarredo va salvar la gran esquadra hispà-francesa, que estava composta per vint-i-vuit navilis i quatre fragates espanyoles i trenta-vuit navilis i vint fragates franceses, que escortaven un ric comboi de cent trenta veles, que anava camí de perdre's per la inoportuna sortida que va ordenar el general comte d'Estaing, contra el vot de Mazarredo i que aquest va poder esmenar, aconseguint que arribés la flota a Cadis, pocs dies després d'haver sortit d'aquest port, davant l'amenaça d'un fort temporal que, una vegada transcorregut, va fer que s'adonessin de l'encert de la seva decisió.
En 1782 va prendre part amb l'esquadra que bloquejava a Gibraltar en l'atac de les bateries flotants enfront del cap de Espartel, amb l'armada britànica de l'almirall Howe, quan aquesta tornava a l'Atlántic, després d'haver aconseguit entrar a Gibraltar, el socors que tant necessitava la plaça.
Al final d'aquesta campanya, es va aconseguir la Pau de 1783, sent ascendit per això a cap d'esquadra. "Cap ram de la marina militar es va ocultar a la seva intel·ligència i al seu zel". Va donar un gran impuls a l'ensenyament en ocasió d'exercir les funcions de capità de les tres companyies, les de Ferrol, Cadis i Cartagena.
En 1789 va ser ascendit a tinent general i va estar algun temps a Madrid, dedicat a la redacció de les "Ordenances", auxiliat pel seu inseparable ajudant el capità de navili Escaño.
Va interrompre aquesta tasca en ser nomenat segon cap d'una esquadra manada pel marquès del Socorro; va embarcar a Cadis en el navili Conde de Regla, passant després al navili Sant Hermenegildo. Amb aquesta esquadra, en una ocasió va sortir en persecució d'una britànica fins al cap de Finisterre, quedant després creuant per aquelles aigües, fins que es va signar la pau amb el Regne Unit de la Gran Bretanya.
De retorn a Madrid, va acabar les "Ordenances" l'any de 1793, sent recompensat pel Rei amb una encomana de l'Ordre de Santiago.
L'any de 1795, en guerra amb la república francesa, va prendre el comandament a Cadis d'una esquadra, que devia unir-se a la de don Juan de Lángara, que operava en el Mediterrani.
Les seves diferències amb el ministre don Pedro Varela, en cessar en el càrrec el Valdés, considerant Mazarredo que no s'atenia degudament als vaixells, i l'haver-se negat a ampliar els informes exposat en circumstàncies anteriors, com pretenia Varela, per acusar Valdés de mala administració, li va portar a haver de presentar la dimissió del seu comandament, dimissió que va ser acceptada, sent destinat a Ferrol, amb prohibició expressa de passar a la cort.
Fruit en part de la imprevisió del govern i també del poc encert del nou almirall, el general don José de Córdova, va anar al combat del catorze de febrer de 1797 en el cap de Sant Vicent, contra una esquadra britànica. Després del combat va ser designat successor de Córdova, l'ancià general Borja. Però els capitans de fragata Espinosa, Fernández de Navarrete i Salazar, van demanar audiència a la Reina i van desfer l'error i es va nomenar a Mazarredo per al comandament de l'esquadra, rebent l'ordre de dirigir-se a Cadis i de prendre el comandament de les forces navals que havien de defensar aquell port.
L'esquadra estava composta de vint-i-cinc navilis, dels quals quatre eren de tres ponts, onze fragates i tres bergantins. Mazarredo al front del navili de tres ponts Concepción en menys de dos mesos va aconseguir organitzar les forces, arribant a reunir cent trenta embarcacions, al comandament dels generals Gravina i Villavicencio, amb les quals va rebutjar els atacs de la flota anglesa, comandada per Jervis i Nelson durant les nits del tres i del cinc de juliol de 1797.
L'any de 1798 va sortir sobtadament de Cadis amb vint-i-dos navilis, tres fragates i la Vestal, francesa, per sorprendre a una divisió britànica de nou navilis que creuava enfront de Cadis.
Un temporal del sud-est ho va impedir i prevenint que el cos principal de l'esquadra enemiga, que es trobava a Lisboa al comandament de l'almirall Jervis, vingués contra les seves forces, es va mantenir enfront de la desembocadura del Guadiana, fins que amainar el temps i encertadament, va tornar a Cadis. Conformement al que hi havia previst, vint-i-quatre hores després arribava l'esquadra britànica amb gran superioritat: amb quaranta-dos navilis i diverses fragates i vaixells menors.
Nomenat Mazarredo capità general del departament de Cadis i acabades les obres del nou Observatori de Marina a l'Illa de León (Sant Fernando, 1798), va ordenar el trasllat del centre en qüestió. Mazarredo dissenyà en els sextants el moviment del binocle paral·lel al plànol de l'aparell.
Mazarredo va passar a París amb l'almirall Étienne Eustache Bruix, a concertar les operacions navals en unió de l'alt comandament francès, i a representar diplomàticament a Espanya. Davant Napoleó, elevat en aquells moments al Consolat, va haver de lluitar pels interessos d'Espanya, amenaçats per l'ambició de Bonaparte que volia disposar de les forces navals espanyoles. La ferma actitud de Mazarredo va disgustar a Napoleó, que el va retenir a París una llarga temporada i va gestionar perquè cessés en el comandament de l'esquadra. Dòcil ja el govern espanyol el va enviar a Cadis, pretextant que allà feien falta els seus serveis, nomenant-lo capità general d'aquell departament, càrrec del qual va prendre possessió el dia nou de febrer de l'any de 1801.
No estant conforme amb els sistemes seguits que feien que l'Armada experimentés escassetats i calamitats, que ell no podia remeiar amb la seva autoritat i no volent fer-se solidari del desastre que es preparava, va demanar la seva baixa i trasllat a la caserna de Bilbao, obtenint-ho el dia nou de febrer de 1802.
En el mes d'agost de 1804, va ser censurada la seva conducta en la cort i va ser desterrat primer a Santoña i després a Pamplona.
En 1808 entra a col·laborar amb el rei Josep Bonaparte com a Director General de l'Armada, aconseguint que els navilis de Ferrol no fossin portats a França.
Va tornar a Madrid on, el dia 29 de juliol de 1812, va tenir un atac de gota que li va provocar la mort.
Una important albereda de la Vila de Bilbao porta el seu nom.
Es pot trobar una de les casonas en les quals va viure en Gamma, en la localitat de Bárcena de Cicero, Cantàbria.